# Luxembourg
Luxembourg [lúksemburg-] (luksemburško Lëtzebuerg, nemško Luxemburg), imenovan tudi Luksemburg ali Luksemburško mesto (luksemburško Stad Lëtzebuerg, francosko Ville de Luxembourg, nemško Luxemburg Stadt) je komuna s statusom mesta in glavno mesto Velikega vojvodstva Luksemburga. Leži ob sotočju rek Alzette in Pétrusse v južnem Luksemburgu in obsega tudi zgodovinski grad Luxembourg, ki so ga v zgodnjem srednjem veku ustanovili Franki in okrog katerega se je razvila sodobna država Luksemburg.
Leta 2005 je imela komuna Luxembourg 76.420 prebivalcev, kar je skoraj trikrat toliko, kot jih ima druga najbolj naseljena komuna. Skupaj z okoliškimi komunami Hesperange, Sandweiler, Strassen in Walferdange ima mesto Luxembourg približno 130.000 prebivalcev. Mesto leži v osrčju Zahodne Evrope, okrog 188 km oddaljeno od Bruslja, 289 km od Pariza, 190 km od Kölna.
Mesto Luxembourg je bančno in administrativno središče ter eno najbogatejših mest na svetu. Tu ima svoj sedež več ustanov Evropske unije, med drugim tudi Evropsko središče pravice, Računsko sodišče Evropske unije in Evropska investicijska banka.

## Upravne institucije

### Lokalna oblast
Po luksemburški ustavi je lokalna uprava osredotočena na mestni občinski svet. Sestavljen je iz sedemindvajsetih članov, ki so izvoljeni vsakih šest let, drugo nedeljo v oktobru in nastopijo funkcijo 1. januarja naslednjega leta. Luksemburški občinski svet je največji izmed komun v državi. Mesto danes velja za trdnjavo Demokratske stranke (DP), ki je druga največja stranka na nacionalni ravni in z enajstimi svetniki največja stranka v občinskem svetu.
Mestno upravo vodi župan, ki je vodja največje stranke v občinskem svetu. Potem ko je Xavier Bettel 4. decembra 2013 postal novi luksemburški premier, je Lydie Polfer (DP) 17. decembra istega leta prisegla kot nova županja Luxembourga. Župan vodi kabinet, collège échevinal, v katerem DP koalira z Zelenimi. V nasprotju z drugimi mesti v državi Luksemburg, ki so omejena na največ štiri ečevine (échevins; upravniki v občini), je Luxembourg deležen posebnih bonitet, da ima šest ečevinov.

### Državna oblast
V Luxembourgu je sedež luksemburške vlade. V gradu Berg v Colmar-Berg živi tudi vladajoča vojvodska družina.

### Evropske institucije
V Luxembourgu je sedež več institucij, agencij in organov Evropske unije; Sodišča Evropske unije, sekretariat Evropskega parlamenta, Evropsko računsko sodišče in Evropska investicijska banka. Večina teh ustanov se nahaja v četrti Kirchberg, na severovzhodu mesta.